# Akko 1
Akko 1 – wrak statku znaleziony w 2006 roku w obrębie portu Akko na głębokości 4 m. Szczątki wraku rozciągnięte były na 23 m długości. Archeolodzy twierdzą, że w rzeczywistości statek mógł liczyć 26 m długości i 7 m szerokości na wysokości pokładu. W obrębie wrakowiska odnaleziono m.in. 11 kul armatnich, łyżki, fajkę, bukłak na wodę oraz fragmenty muszkietów. Eksperci stwierdzili, że odnaleziony rodzaj broni używany był przez brytyjskich marynarzy z przełomu XVIII i XIX wieku. Drugi z odkrytych wraków został nazwany Akko 2.